# بخش اوکلبو
بخش اوکلبو (به سوئدی: Ockelbo kommun) یک ناحیه شهری در سوئد است که در شهرستان یَولِبُوری واقع شده‌است.